# سیارک ۴۴۹۶
سیارک ۴۴۹۶ (به انگلیسی: 4496 Kamimachi، نامگذاری:1988XM1) چهار هزار و چهارصد و نود و ششمین سیارک کشف شده‌است که در ۹ دسامبر ۱۹۸۸ کشف شد.
قدر مطلق سیارک برابر ۱۲٫۸۰ است.